# 烏鬚黑巨口魚
烏鬚黑巨口魚（学名：Melanostomias melanopogon）为輻鰭魚綱巨口鱼目巨口鱼科的其中一種。分布於大西洋熱帶及亞熱帶海域，為深海魚類，體長可達15.3公分。

## 扩展阅读
維基物種上的相關：烏鬚黑巨口魚